# 11577 Einasto
11577 Einasto eller 1994 CO17 är en asteroid i huvudbältet som upptäcktes den 8 februari 1994 av den belgiske astronomen Eric W. Elst vid La Silla-observatoriet. Den är uppkallad efter den estniske astronomen Jaan Einasto.